# Oszáma bin Láden halála
Koordináták: é. sz. 34° 10′ 10″, k. h. 73° 14′ 33″34.169308°N 73.242439°E
2011. május 2-án éjjel 1 óra után amerikai kommandósok a pakisztáni Abbotábádban megölték Oszáma bin Ládent, az al-Káida szellemi vezetőjét, terroristát.

## Előzmények

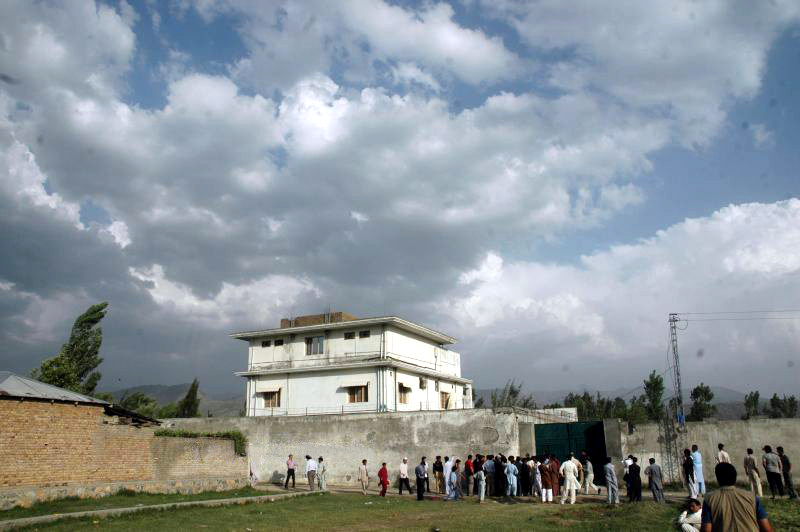
Az erődített ház Pakisztánban, Abbotábádban, a Green Avenue 5730. szám alatt

Ábra Oszáma bin Láden rejtekhelyéről

A 2001-es terrortámadások óta amerikai hajtóvadászat folyt Oszáma bin Láden ellen. Az afganisztáni háború egyik oka is ez volt. A kiterjedt titkosszolgálati és katonai erőfeszítések ellenére hosszú ideig nem sikerült elfogni.
A titkos CIA börtönök foglyai beszéltek először vallatásuk során egy férfiről, akiben bin Láden különösen megbízik. Ezután négy év telt el, mire azonosítani tudták, hogy ő Sejk Abu Ahmed. A futár egyik 2010 közepén lehallgatott telefonbeszélgetése nyomán kezdték el kémműholdról figyelni a pakisztáni Abbotábád városánál lévő 2005-ben épült erődített házat.
Mint utóbb kiderült, valóban itt bujkált a terroristavezér, ám nem lehet tudni, mióta. A pakisztáni kormány tagadta, hogy a titkosszolgálatuk segített volna neki.
A műholdas megfigyelés csak egy sétálgató férfit mutatott, akinek az arca nem látszott. Végül Sikal Afridi pakisztáni orvos árulta el, aki DNS-mintákat szolgáltatott az amerikaiaknak.

## A rajtaütés

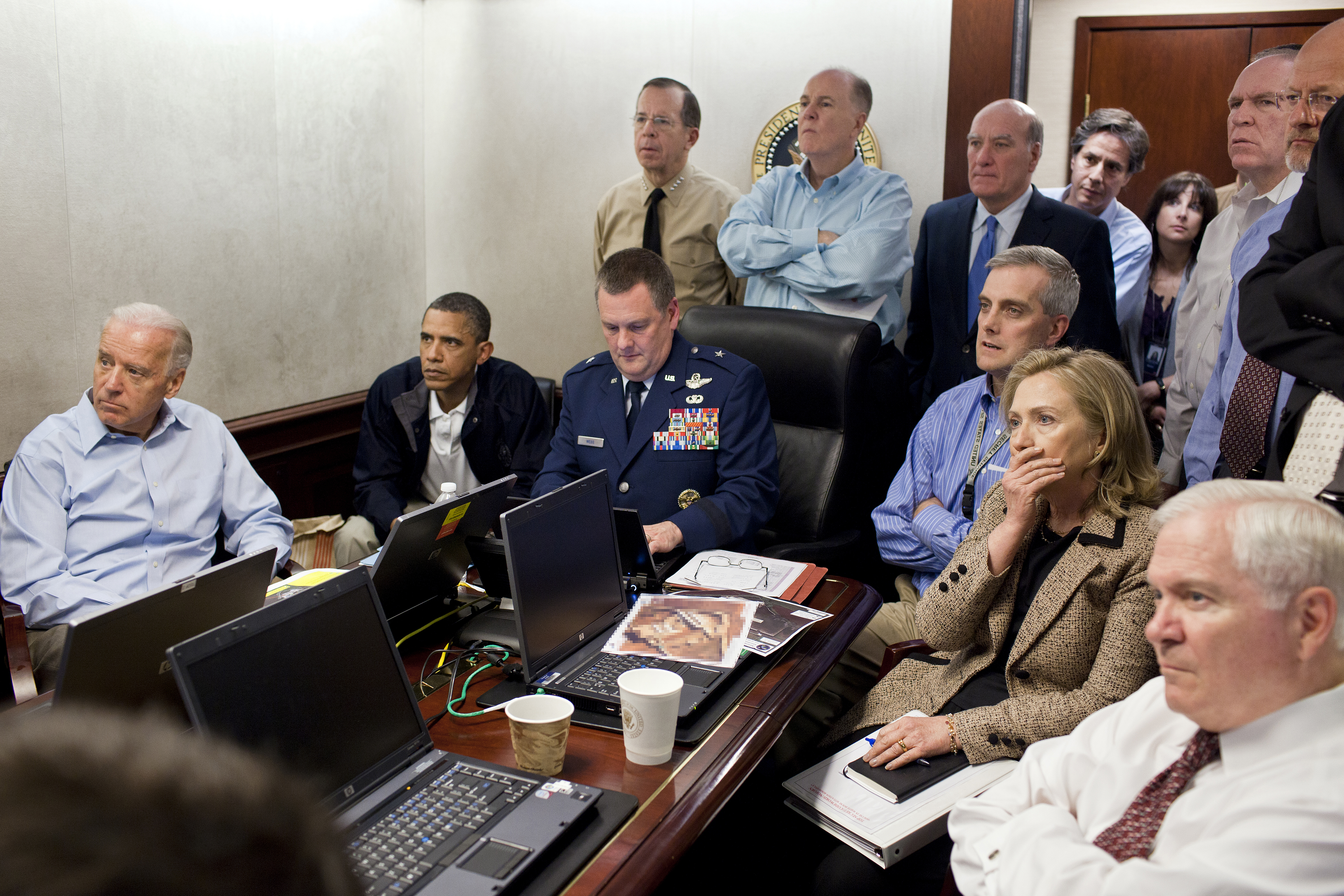
Az elnöki stáb nézi az akciót Baloldalt Joe Biden alelnök, mellette ül Barack Obama, jobboldalt pedig Hillary Clinton külügyminiszter teszi a szájához a kezét

A csapatok hosszú előzetes tervezés után rohanták le a búvóhelyet. A „Neptun lándzsája” fedőnevű akciót egy kis létszámú kommandóalakulat hajtotta végre, meg nem erősített információk szerint a Navy SEALs-nek, az Amerikai Haditengerészet különleges egységének 25–40 tagja. Korábban többször is elpróbálta az egész műveletet.
Olyan speciális UH–60 Black Hawk helikopterekkel hajtották végre a rajtaütést, amelyeknek farokrészét átalakították, a hátsó rotorok zajcsökkentő borítása, illetve a lopakodó vadászgépekéhez hasonló radar-elhárító high-tech anyagok alkalmazásával szinte zajtalanul közelíthették meg a rejtekhelyet.
Pakisztáni idő szerint 2011. május 2-án hajnalban támadtak. A negyven percig tartó tűzharc során bin Ládent 2 lövés érte: egy a fején és egy a mellkasán, noha fegyvertelen volt. Rajta kívül a támadók megöltek három másik férfit, a terroristavezér egyik fiát, egy futárját és a futár testvérét, valamint egy nőt. Bin Láden legfiatalabb feleségét lábon lőtték.
Az akcióban lezuhant az egyik helikopter, amelyet a kommandósok ezután felrobbantottak, hogy a gép katonai fejlesztései titokban maradjanak. Később a pakisztáni hatóságok lehetővé tették kínai katonai szakértőknek, hogy tanulmányozzák a roncsokat, pedig a CIA kifejezetten kérte, hogy ezt ne tegyék.
A hivatalos közlés szerint bin Láden holttestét az amerikai egységek magukkal vitték az Arab-tengeren járőröző USS Carl Vinson repülőgéphordozó fedélzetére. Az azonnal elvégzett genetikai vizsgálattal 99%-os biztonsággal igazolták, hogy a halott valóban Oszáma bin Láden. A holttestet ezután a muszlim szokások tiszteletben tartásával a tengerbe temették. A helyszínt az amerikaiak titokban tartották, hogy ne váljon zarándokhellyé.
Washingtoni idő szerint május 1-jén 23:30-kor Barack Obama amerikai elnök bejelentette, hogy az amerikai erők megölték Oszáma bin Ládent. Amerikában ezután ünnepelni kezdtek, az iszlám világban sok helyütt gyászoltak.
Barack Obama amerikai elnök úgy döntött, hogy nem teszik közzé a bin Láden holttestéről készült fényképeket, mert azokat nemzetbiztonsági szempontból veszélyesnek minősítették. Obama május 7-én a Fort Campbell katonai bázison kitüntette a terroristavezér megölésében részt vett SEALs-kommandó valamennyi tagját.

## Bin Láden halálával kapcsolatos egymásnak ellentmondó hivatalos nyilatkozatok

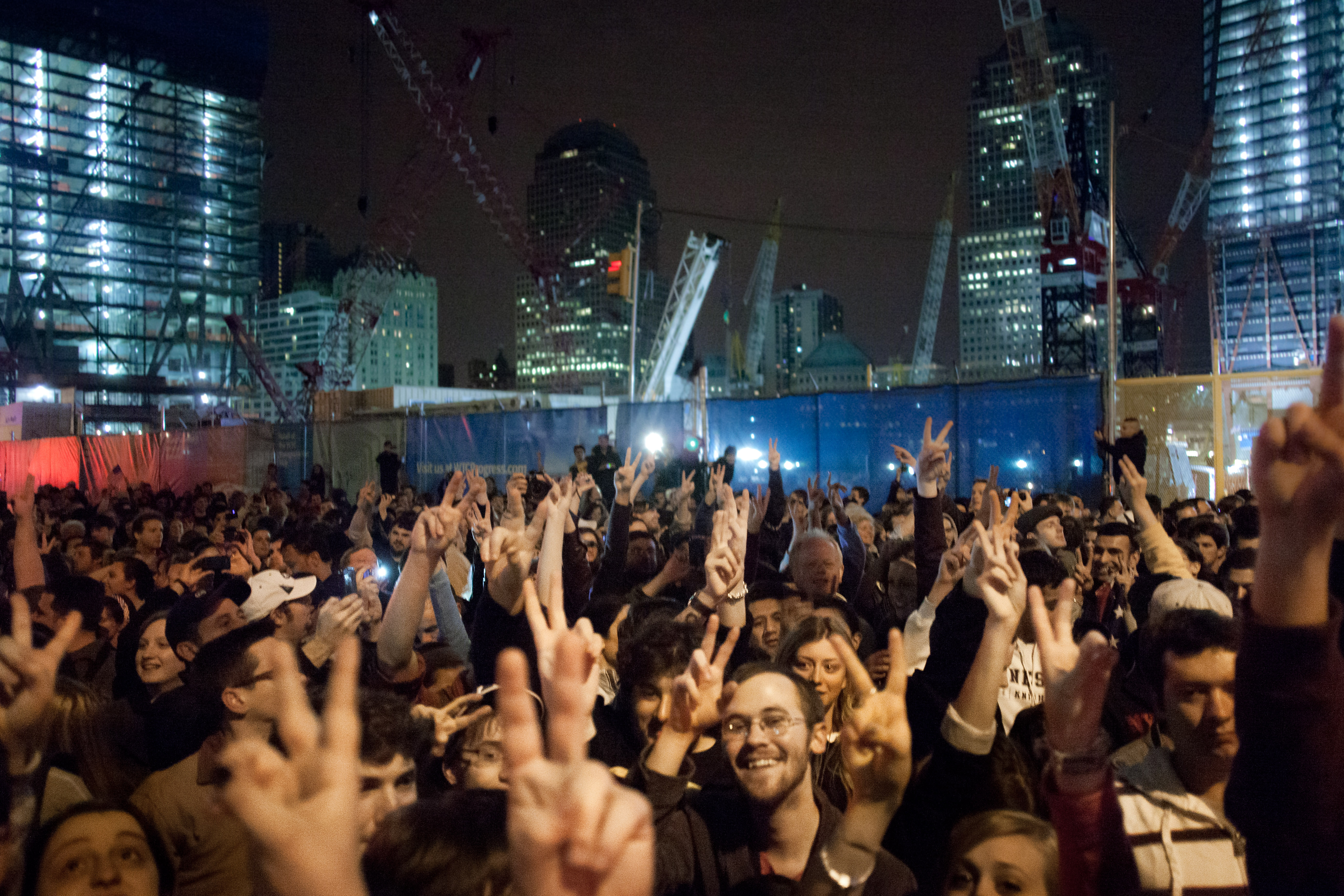
Ünneplő amerikaiak a WTC helyén

Az előzőleg kiadott nyilatkozatokkal, mely szerint Obama élőben nézte végig egy helységből az egész rajtaütést, ellentétes a CIA vezetőjének későbbi nyilatkozatával. Ez alapján a hírszerzés langley-i központjából és a Fehér Házból csak a helikopterek leszállását követhették nyomon, valamint a kommandósok behatolását a bin Ládennek otthont adó házba. Az ezt követő 20-25 percben nem tudták, hogy mi történik, amíg a bevetést Afganisztánból irányító William McRaven altengernagy, a különleges műveletek egyesített parancsnokságának vezetője meg nem hallotta az üzenetet, hogy "Geronimo EKIA (Enemy Killed In Action)", vagyis „Geronimót” (ez volt bin Láden kódneve) holtan azonosították.
A washingtoni Fehér Ház első nyilatkozatai szerint Bin Láden élő pajzsként használta egyik feleségét a kommandósok fegyverei ellen, de később ezt a nyilatkozatot visszavonták.

## A hivatalos verziót megkérdőjelező nyilatkozatok és ismeretek
Steve R. Pieczenik volt magas rangú külügyminisztériumi tisztviselő (Deputy Assistant Secretary of State), az amerikai haditengerészet magas rangú tisztje (Navy Captain), terrorszakértő aki dolgozott többek között Pakisztánban és Afganisztánban, és elmondása szerint Oszáma bin Ládennel is találkozott, 2011. május 3-án megismételte 2002 áprilisi kijelentését, amely szerint bin Láden 2001 végén meghalt. Kijelentette, hogy az amerikai kormány ezt mindvégig tudta, ugyanis Oszáma bin Ládent kevéssel halála előtt egy Dubajban lévő amerikai kórházban ápolták Marfan-szindrómával. Szerinte az amerikai vezetés már akkor tudott Oszáma haláláról, amikor megindította az afganisztáni offenzívát.
Oszáma halála után megjelent a jelentős hírportálokon egy fénykép, amely a halott vezért mutatta be, de a képekről csakhamar kiderült, hogy egy hat évvel azelőtt készült hamisítványt mutattak be friss fotóként.
Az al-Arabíja arab hírtelevízió szerint egy pakisztáni hírszerzési forrás bin Láden lányát idézve azt mondta, hogy az al-Káida vezetőjét nem a házában ölték meg, hanem előbb letartóztatták, és csak később végezték ki.
2012 szeptemberében egy Mark Owen álnéven író kommandós Nem könnyű nap (angolul No Easy Day) című könyvében a hivatalos verziónak ellentmondva írta le az eseményeket. A kommandósok között a sorban másodikként haladó katona szerint amint meglátták, azonnal lelőtték bin Ládent.
Az angolban már külön szó is van annak azokra az összeesküvéselmélet-hívőkre, akik nem hisznek bin Laden halálának hivatalos verziójában – ők a prooferek.
Seymour Hersh amerikai újságíró szerint is hazugság a hivatalosan előadott történet. 2015 májusában publikált oknyomozó cikkében azt írta, hogy a beteg és mozgásképtelen bin Láden az Inter-Services Intelligence (ISI) nevű pakisztáni titkosszolgálat túsza volt az abbotábádi házban, ugyanis így próbálták az al-Kaida pakisztáni merényleteit megakadályozni. Leleplezése sem az amerikaiak érdeme, hanem egy pakisztáni titkosügynök vérdíj reményében végrehajtott árulása állt a háttérben. A Barack Obama amerikai elnök újraválasztása szempontjából nagyon fontos rajtaütés előzetesen egyeztetve volt az ISI-vel, ám az egyik helikopter lezuhanása miatt hirtelen módosítani kellett a terven. A szétlőtt terroristavezér holttestét sem a tengerbe dobták, hanem szétszórták a Hindukus felett.

## Későbbi események
A bin Láden fejére kitűzött 50 millió dolláros vérdíjat az amerikai kormány senkinek sem fizette ki.
2012. február 25-én a pakisztáni hatóságok megkezdték a rejtekhelyül szolgáló erőd lebontását.
2012 márciusában olyan hírek jelentek meg, hogy a holttestet valójában az Egyesült Államokba szállították.
Az amerikai katonák 6000 oldalnyi iratot hoztak el a rajtaütéskor, amelyeknek egy kis részét 2012-ben nyilvánosságra hozták.